# 陸軍中野學校 雲一號指令
陸軍中野學校 雲一號指令（日语：*）是1966年9月17日公映的日本電影，此為『陸軍中野學校』系列的第二部。

## 演員表
- 椎名次郎：市川雷藏
- 梅香：村松英子
- 草薙中校：加東大介
- 西田大尉：佐藤慶
- 杉本明：中村隆
- 佐佐木先生：中野誠也
- 周王洋：伊達三郎
- 久保田：森矢雄二
- 山岡中校：戸浦六宏
- 堺先生：木村玄
- 元川一郎：越川一
- 守衛：尾上榮五郎
- 醫生：原聖四郎
- 佐佐木之妻：香山惠子
- 藝人：毛利郁子
- 番台：石原須磨男

## 製作人員
- 原作：畠山清行（『週間サンケイ』掲載・サンケイ新聞出版局刊『陸軍中野学校』より，弘文堂刊『謀略太平洋戦争』より）
- 導演：森一生
- 編劇：長谷川公之
- 攝影：今井ひろし
- 美術：太田誠一
- 音樂：齋藤一郎
- 照明：伊藤貞一
- 錄音：林土太郎
- 副導演：大洲齊

## 外部連結
- 陸軍中野學校全系列 （页面存档备份，存于）（日語）
- 陸軍中野學校 雲一號指令 （页面存档备份，存于）（日語）